# Пети, Кристина
Кристин Пети (род. 4 февраля 1948, Лень) — французский генетик. Она занимает должности профессора в Коллеж де Франс и в Институте Пастера.

## Биография
Пети родилась в Ленье в 1948 году. Сначала она училась в Парижской клинической больнице, больнице Питье-Сальпетриер и в Институте Пастера. Она завершила два постдокторских исследования в Центре молекулярных исследований в Жиф-сюр-Иветт и ещё одно в Базеле.
Пети занимает должности профессора в Коллеж де Франс и в Институте Пастера. Она является членом Академии наук с 14 января 2002 года.
В исследовании Пети совместно с её исследовательской группой в INSERM «Génétique et physiologie de l’audition» изучалась связь между генами и глухотой. Она является одним из пионеров генетики слуха.
Вместе с Карен Стил Пети выиграла премию Королевского общества в области мозга в 2012 году за новаторскую работу в области генетики слуха и глухоты.

## Награды
- 1999: Приз Шарля-Леопольда Майера Академии наук.
- 2004: L’Oréal-ЮНЕСКО Для женщин в науке
- 2006: Премия Луи-Жанте в области медицины
- 2007: Гран-при медицинских исследований INSERM
- 2012: Со-лауреат премии мозга Королевского общества вместе с Карен Стил[9]
- 2016: Иностранный член Национальной академии наук[10]
- Рыцарь Почетного легиона
- Кавалер Национального ордена за заслуги
- 2018: Премия Кавли в области неврологии (совместно с Джеймсом Хадспетом и Робертом Феттиплейсом)
- 2020: Премия Луизы Гросс Хорвиц (совместно с Джеймсом Хадспетом и Робертом Феттиплейсом)[11].
- 2021: Премия Грубера в области неврологии (совместно с Кристофером А. Уолшем)[12].